# Schütte-Lanz D.I
Il Schütte-Lanz D.I era un caccia, più propriamente uno scout, monomotore biplano realizzato dalla allora azienda tedesco imperiale Luftschiffbau Schütte-Lanz GmbH negli anni dieci del XX secolo e rimasto allo stadio di prototipo.
Basato presumibilmente sull'esperienza acquisita, tramite ingegneria inversa, dello studio su un britannico Sopwith Tabloid, del quale riproponeva l'impostazione generale con una notevole somiglianza tranne alcune differenti soluzione tecniche minori, non riuscì ad esprimere prestazioni sufficienti per essere avviato alla produzione in serie, divenendo tuttavia esso stesso base di sviluppo per i successivi D-Typ realizzati dall'azienda.

## Storia del progetto
Durante le prime fasi della prima guerra mondiale, il rapido sviluppo dell'industria aeronautica rese necessario un costante adeguamento della flotta aerea delle varie nazioni impegnate nel conflitto. L'Idflieg, organo deputato alla gestione dell'aeronautica militare dell'Impero tedesco, emise a tal proposito una serie di specifiche atte ad ottenere velivoli dalle prestazioni sempre migliori, adeguate alle nuove esigenze belliche, da destinare ai reparti della Luftstreitkräfte, la componente aerea del Deutsches Heer (l'esercito imperiale tedesco).
Anche la Luftschiffbau Schütte-Lanz, che pur si occupava della progettazione e costruzione di dirigibili, venne coinvolta nello sviluppo di nuovi modelli di aerei senza però ottenere, almeno inizialmente, successo. Dopo aver realizzato nel 1914 il Schütte-Lanz C.I, un biplano biposto da ricognizione armato rimasto allo stadio di prototipo, l'azienda affidò il progetto di un aereo monoposto al proprio ingegnere capo Walter Stein il quale si ispirò, o secondo altre fonti studiò a fondo riproducendolo quasi fedelmente, il britannico Sopwith Tabloid, che era stato adottato dal Royal Flying Corps nel ruolo di scout.
Del modello britannico mantenne gran parte dell'impostazione, variando solamente la forma dorsale della fusoliera, eliminando la pinna presente sul Tabloid, adottando una diversa forma dell'elemento verticale dell'impennaggio, ora rotonda, e semplificando il carrello d'atterraggio togliendo le slitte anticappottamento. Diversa anche la motorizzazione, un rotativo Oberursel U.0, meno potente di quello adottato dal modello britannico, che benché integrato nella parte anteriore della fusoliera, per aumentarne l'aerodinamicità complessiva, risultava meno "soffocato".
Il prototipo venne terminato nel 1915 quindi presentato all'attenzione della commissione esaminatrice dell'Idflieg, la quale però espresse parere negativo per le limitate prestazioni offerte dal modello, inferiori a quelle messe in luce dai pari ruolo offerti dalle aziende nazionali nello stesso periodo, e per la limitata visibilità anteriore offerta al pilota. Malgrado la mancata autorizzazione ad avviarne la produzione in serie, l'esperienza acquisita venne comunque impiegata dalla Luftschiffbau Schütte-Lanz per lo sviluppo del successivo Schütte-Lanz D.II.

## Tecnica
Lo Schütte-Lanz D.I conservava l'aspetto convenzionale dei modelli del periodo, biplano, monomotore, monoposto con carrello fisso, e riproponeva quasi fedelmente il disegno del britannico Sopwith Tabloid.
La fusoliera era a sezione rettangolare che si rastremava verso coda, realizzata con struttura il legno e ricoperta da tela trattata tranne che nella parte anteriore attorno al propulsore, e caratterizzata dal singolo abitacolo aperto destinato al pilota posizionato tra le ali. Posteriormente terminava in un impennaggio classico monoderiva di forma circolare dotato di un unico piano orizzontale avanzato posizionato sul dorso della fusoliera abbinato ai due equilibratori mobili.
La configurazione alare era biplana, con ala superiore, montata alta a parasole e collegata alla fusoliera tramite quattro montantini verticali, ed inferiore, montata bassa, di ugual misura, quest'ultima leggermente spostata verso coda, collegate tra loro da una coppia di montanti per lato ed integrate da tiranti in cavetto d'acciaio.
Il carrello d'atterraggio era fisso, molto semplice, montato su una struttura tubolare al di sotto della fusoliera, dotato di ruote di grande diametro collegate da un assale rigido ed integrato posteriormente con un pattino d'appoggio.
La propulsione era affidata ad un motore Oberursel U.0, un rotativo sette cilindri posti su un'unica fila, raffreddato ad aria, capace di erogare una potenza pari a 80 CV (59 kW), posizionato all'apice anteriore della fusoliera racchiuso anteriormente da una struttura metallica con funzioni aerodinamiche, forata ed aperta inferiormente, ed abbinato ad un'elica bipala in legno a passo fisso.
L'armamento, come consuetudine nei modelli "scout" dell'epoca, era basato solamente sulle armi personali dei piloti.

## Utilizzatori
Germania
- Luftstreitkräfte

utilizzato esclusivamente in prove di valutazione.